# Randsfjordbanen
Randsfjordbanen er en jernbanestrækning i Norge, der går fra Drammen, via Hokksund, Vikersund, Tyristrand, Hønefoss, Heen, Eggemoen i Buskerud til Randsfjord Station i sydvestenden af Randsfjorden ved Jevnaker i Oppland. Banen stod færdig 12. oktober 1868 og var oprindeligt smalsporet, men den blev udvidet til normalspor i 1909.
Den 11. juni 1863 vedtog Stortinget, med 65 mod 44 stemmer, at bygge banen. Den 31. oktober 1866 blev første del af strækningen åbnet. Den knyttede Vikersund og Drammen sammen. Den 1. december 1867 blev også Skjærdalen på Tyristrand knyttet til strækningen. Senere blev også arbejdet med at bygge en jernbanestation i Hønefoss færdig, og den 12. oktober 1868 kunne toget køre helt fra Drammen til Randsfjord station ved Randsfjorden. Randsfjordbanen, som den blev døbt, var den femte jernbanestrækning i Norge.
I Drammen er der forbindelse til Oslo med Drammenbanen og Vestfoldbanen. I Hokksund er der forbindelse med Sørlandsbanen i retning mod Kongsberg. I Vikersund grener veteranbanen Krøderbanen af.
Ved Heen station grener Sperillbanen af.
På Hønefoss grener Bergensbanen af mod øst (Roa) og vestover mod Bergen.
Banen blev elektrificeret fra Hokksund til Hønefoss i 1959. Persontrafikken blev nedlagt fra 26. maj 1968, efter 100 års drift. Linjen mellem Bergermoen og Randsfjord blev uden trafik fra 1. januar 1981 og i løbet af 1984 blev skinnerne på denne strækning fjernet og lavet om til gang- og cykkelsti. Den 7. januar 2001 blev lokaltrafikken mellem Hokksund og Hønefoss indstillet som følge af lave passagertal. Trafikken blev genoptaget i 2003 men indstillet igen i 2004.